# BMW・X3

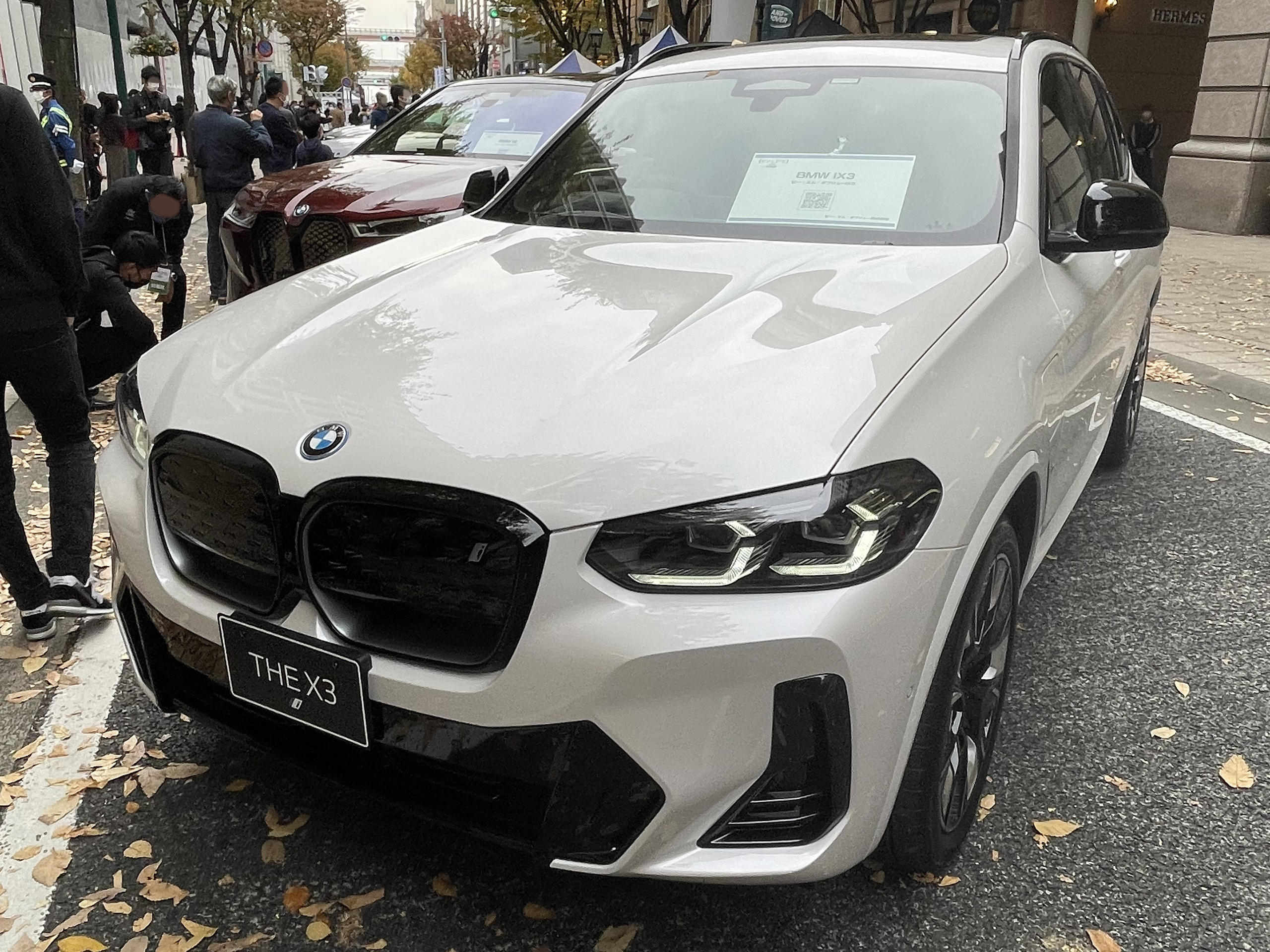
G08 iX3（後期型）

X3（エックススリー）は、ドイツの自動車メーカー・BMWが製造・販売しているSUVである。

## 概要
1999年に発売された初代X5 (E53) の成功を受けて、3シリーズ（Dセグメント）相当のSUVとして発表された。BMW自身は、自社が商標登録した「SAV (Sports Activity Vehicle)」との造語を用いることにより、先行したX5とともに「BMWが発案した、まったく新しいカテゴリーの自動車である」と主張している。
初代X5が5シリーズ (E39) の構成部品を多数流用していたように、初代X3は3シリーズ (E46) のプラットフォームと構成部品を多数流用している。サスペンションも旧世代3シリーズ（E36・E46）と同様、フロントにはストラット式サスペンションを、リアにはセントラルアーム式サスペンション（＝マルチリンク式サスペンション）を採用している。エクステリアはX5をそのまま一回り小さくしたようなデザインであり、バンパーの一部は樹脂がむき出しになっているなど、共通点が多数存在する。駆動方式はフルタイム4WD (xDrive) で、DSCを標準装備しているのもX5と同一である。
開発も担当したマグナ・シュタイアのオーストリア・グラーツ工場が当初製造も担当した。その後、アメリカ・サウスカロライナ州スパータンバーグ工場に製造拠点が移管された。3代目 (G01) からはスパータンバーグ工場に加え、南アフリカ・プレトリアのロスリン工場でも生産されている。

## 初代（2004年 - 2011年）E83
2003年9月、フランクフルト・モーターショーで発表された。欧州市場と北米市場を筆頭に、順次発売が開始された。
長いホイールベースと短いオーバーハング、リアに向かってなだらかに下降曲線を描くルーフラインが特徴である。力強いアーチを描くホイールハウスや、ダブル・キドニーグリルに代表されるフロントエンドをはじめ、他のBMWモデルと同じく、後席のサイドウィンドウに「ホフマイスター・キンク」と呼ばれるライン処理を施している。ダッシュボードには、ポップアップ式のナビゲーションシステムがオプションで設置される。
パワートレインは、「絹のように滑らかに回転する」ことから「シルキー6」と評される2.5 L（ガソリン）および3.0 L（ガソリン・ディーゼル）のアルミニウム製直列6気筒DOHCエンジンが搭載される。いずれも電子制御エンジン・マネージメント、ダブルVANOS、ダイレクト・イグニッション・システムを採用している。トランスミッションは6速MTが標準設定となり、5速ATがオプションで選択できる。
全車に、電子制御式多板クラッチを用いた四輪駆動システム「xDrive」と、急坂を安全に降りるための「HDC」（ヒルディセントコントロール）を装備する。ドライブシャフトの位置を工夫したことで、十分な最低地上高を確保しながら、低重心と約50:50の前後重量配分を両立し、俊敏性と操縦性を実現した。
2006年6月、フェイスリフトを実施し、後期型へ移行した。「シックスアイド・ルック」（六つの目）と呼ばれるフロントデザインをはじめ、メーターパネルやステアリング・ホイール、センター・コンソールやドアトリムなど、広範囲にわたって内外装のデザインが見直された。キドニーグリルは大型化され、テールライトはLEDとなった。さらに、前後の大型バンパーは、ブラックの無塗装素地からボディカラーと同色塗装となり、品質の向上が図られた。xDriveは、前後のトルク配分が可変となったほか、パワートレインも一新され、俊敏性と運動性能を向上させた。特に最新の6速ATは、従来の5速ATと比べて変速に要する時間が最大で50%短縮された。
米国道路安全保険協会（IIHS）が実施した2006年度調査では、後方からの追突時の安全性が「Poor」（不可）と評価された。後に改善され、2008年モデルにおいては「Good」（優）が与えられている。
ドイツの自動車雑誌『オフロード』の読者投票で、2007年の「オフロードカー・オブ・ザ・イヤー」に選出された。

### 日本での販売
2004年6月8日に発表された。ラインアップは2.5 L 直6エンジンを搭載する「2.5i」（右ハンドル）と、3.0 L 直6エンジンを搭載する「3.0i」（右／左ハンドル）の2種類が用意された。ガソリンモデルのみとなり、5速ATが組み合わされた。ボディカラーは10色、シート素材は2種類、シートカラーは8色から選択可能。スポーツ・パッケージや、ナビゲーション・パッケージ、電動パノラマガラスサンルーフなどのオプション装備も豊富であった。
同年6月14日、六本木ヒルズノースタワーの1階に「STUDIO X3」がオープンした。同年10月末までの期間限定で、認知促進を図る情報発信基地という位置付けから、実車（3台）の展示にとどまり、販売は行われなかった。
2005年11月8日、仕様変更。オプション装着比率が高く、従来ユーザーの要望が多かったETC車載器システムや、PDC（パーク・ディスタンス・コントロール）などを標準装備化した。また、従来のスポーツ・パッケージに代わり、新たに「M Sportパッケージ」をオプションで用意した。
2006年5月19日、特別仕様車「25th Anniversary Edition」を、限定300台で発売。日本法人の創立25周年を記念するモデルで、「スポーティ&ラグジュアリー」をコンセプトに、M Sportパッケージと標準サスペンションを組み合わせた。さらに、レザー・シート、ウッド・トリム、ストレージ・コンパートメント・パッケージを装備しながら、手頃な価格設定を実現した。あわせて「M Sportパッケージ」を拡充。スポーツ・サスペンションを装備する従来のパッケージに加え、標準サスペンションを装備する新たなパッケージ「M SportパッケージII」を用意した。なお、従来のパッケージは「M SportパッケージI」に改称された。
同年10月17日、後期型が発表された。全モデル、新開発の直列6気筒エンジンと6速ATを搭載する。グレード名が「2.5si」と「3.0si」に改められるとともに、左ハンドル仕様が廃止され右ハンドル仕様のみの設定となった。ボディ・カラ－は10色、インテリア・トリムは5種類、シート・カラーは6色から選択可能である。
2008年11月、仕様変更。グレード名がそれぞれ「xDrive25i」と「xDrive30i」に変更された。

#### グレード一覧
| E83（2004年 - 2006年）/ E83 LCI（2006年 - 2011年）    | E83（2004年 - 2006年）/ E83 LCI（2006年 - 2011年） | E83（2004年 - 2006年）/ E83 LCI（2006年 - 2011年） | E83（2004年 - 2006年）/ E83 LCI（2006年 - 2011年） | E83（2004年 - 2006年）/ E83 LCI（2006年 - 2011年） | E83（2004年 - 2006年）/ E83 LCI（2006年 - 2011年） | E83（2004年 - 2006年）/ E83 LCI（2006年 - 2011年） | E83（2004年 - 2006年）/ E83 LCI（2006年 - 2011年） |
| グレード                                              | 型式                                               | 排気量 (cc)                                        | エンジン                                           | 最高出力 (ps/rpm)                                  | 最大トルク (kgm/rpm)                               | 変速機                                             | 駆動方式                                           |
| ----------------------------------------------------- | -------------------------------------------------- | -------------------------------------------------- | -------------------------------------------------- | -------------------------------------------------- | -------------------------------------------------- | -------------------------------------------------- | -------------------------------------------------- |
| 2.5i（2004年 - 2006年）                               | M54B25                                             | 2,493                                              | 直列6気筒DOHC                                      | 192/6,000                                          | 25.0/3,500                                         | 5速AT                                              | 四輪駆動                                           |
| 3.0i（2004年 - 2006年）                               | M54B30                                             | 2,979                                              | 直列6気筒DOHC                                      | 231/5,900                                          | 30.6/3,500                                         | 5速AT                                              | 四輪駆動                                           |
| 2.5si（2006年 - 2008年） xDrive25i（2008年 - 2011年） | N52B25A                                            | 2,496                                              | 直列6気筒DOHC                                      | 218/6,500                                          | 25.5/2,750-4,250                                   | 6速AT                                              | 四輪駆動                                           |
| 3.0si（2006年 - 2008年） xDrive30i（2008年 - 2011年） | N52B30A                                            | 2,996                                              | 直列6気筒DOHC                                      | 272/6,650                                          | 32.1/2,750                                         | 6速AT                                              | 四輪駆動                                           |

## 2代目（2011年 - 2017年）F25
2010年7月14日、フルモデルチェンジ。ドイツ本国では、同年11月20日より発売開始。
直立した大きなキドニーグリルや、6本のラインが入ったエンジンフード、ボディサイドのウェストラインなどにより、ダイナミックさとエレガントさを強調した。サイド・ウインドウに取り入れられたBMW伝統のホフマイスター・キンクをはじめ、ヘッドライトのLEDスモール・ライト・リング、LEDライト・バーを採用したT字型のテールライトなどが、昼夜を問わずBMWらしさを表現するアクセントになっている。
ダッシュボードは連続した流れをもったラインによって構成され、室内の広さを感じさせるのみならず、最上部には、iDrive（アイドライブ）用の8.8インチ・ワイド高精度カラー・ディスプレイを配置した。メーター・パネルには、5シリーズ (F10) で好評のブラック・パネル・テクノロジーを採用し、上質感を演出する。さらに、コンソール前端に配置される2つのカップホルダー、リア・アームレスト内のリア・カップホルダーに加え、フロントおよびリアドアにボトルホルダーを追加したことにより、機能性も向上している。
室内空間のうち、リアの足元スペースは先代よりも約20 mm拡大し、クラス最高レベルとなった。40:20:40に分割可倒なリア・シート左右の乗員間隔も20 mm拡大した。ラゲージ・エリア容量は先代より70 L拡大させ、クラス最大の550 Lとした。また、バックレストを完全に前に倒すことで、ラゲッジ容量を最大で1,600 Lまで拡大させることが可能である。
約50:50の前後重量配分を達成したシャシーに、新設計の5リンク式リアサスペンション、ならびに四輪駆動システム「xDrive」を全モデルに採用する。また、中低速時などで大きめに切り込んだ際にタイヤの切れ角を増幅させる「バリアブル・スポーツ・ステアリング」や、コーナリングの際にさらにダイナミックな走りをもたらす電子制御システム「パフォーマンス・コントロール」、路面状況に応じてダンピング特性を自動調整し、乗り心地、ハンドリングを最適化する「ダイナミック・ダンピング・コントロール」も装備可能である。
パワートレインは、最新世代の2.0 L 直4ディーゼルエンジンと、3.0 L 直6ガソリンエンジンが用意される。前者は6速MTが標準設定、8速ATがオプション設定となる。後者は8速ATが標準設定となり、パドル・スイッチを備えたスポーツATがオプション設定となる。8速ATには「BMW EfficientDynamics」の理念に基づき、歴代初のアイドリングストップ機能が搭載される。ほかにも、ブレーキ・エネルギー回生システム、電動パワーステアリング (EPS)、バルブトロニックなど、環境に配慮した数多くの機能が装備される。
2014年3月、ジュネーブモーターショーにて後期型が発表された。丸型4灯式ヘッドライトとキドニーグリルが一体化されたフロント・フェイスや、大型化されたエア・インテーク、ハイグロス・ブラック仕上げのセンター・パネルや、随所に配されたクローム・インサートなど、内外装のデザインが刷新された。
モデルラインアップには、よりダイナミックな走りとスタイリングを強調する「M Sport」に加え、マット・アルミニウム仕上げのデザイン・エレメントによりBMW Xモデルの力強さとスタイリッシュなデザインを主張する「xLine」を新たに設定した。さらに、歩行者検知機能付き「衝突回避・被害軽減ブレーキ」、車線の逸脱をドライバーに警告する「レーン・ディパーチャー・ウォーニング」、車両前方と左右の交通状況をパノラマ・ビューで映し出す「サイド・ビュー・カメラ」といった先進運転支援システムも充実させた。

### 日本での販売
2011年3月29日に発表された。ラインアップは、3.0 L 直6エンジンを搭載する「xDrive28i」と、3.0 L 直6 BMWツインパワー・ターボ・エンジンを搭載する「xDrive35i」の2種類が用意される。右ハンドル仕様のみとなり、8速ATが組み合わされる。トップ・ビュー機能付きのリヤ・ビュー・カメラ、アダプティブ・ヘッドライト、コンフォート・アクセスなどを全グレード標準装備とした。
同年5月25日、仕様変更。ダイナミックな走りとデザインをより強調した「M Sportパッケージ」をオプション設定した。Mエアロダイナミクス・パッケージやスポーツ・サスペンションなどが装備内容に含まれる。
2012年3月21日、エントリー・モデルとして、新グレード「xDrive20i」が追加導入された。2.0 L 直4 BMWツインパワー・ターボ・エンジンに8速ATが組み合わされる。右ハンドル仕様のみで、エコカー減税および補助金の対象モデルとなる。
同年5月22日、仕様変更。「xDrive28i」のエンジンが3.0 L 直6の自然吸気エンジンから2.0 L 直4の直噴ツインパワー・ターボ・エンジンに変更された。エンジン自体は「xDrive20i」と同一で、出力違いとなる。また、全グレードに「ECO PROモード付きドライビング/パフォーマンス・コントロール」が標準装備となった。スイッチ操作一つでエンジンレスポンス、8速ATの変速制御などの走行モードを「ECO PRO」「COMFORT」「SPORT」「SPORT+」から選択できる。
同年9月24日、クリーンディーゼル車の「xDrive20d BluePerformance」が追加導入された。2.0 L 直4 BMWツインパワー・ターボ・ディーゼル・エンジンに8速ATが組み合わされる。右ハンドル仕様のみで、エコカー減税および補助金の対象モデルとなる。NOx吸蔵還元触媒など、メンテナンスフリーの最先端排出ガス処理技術「BMW BluePerformanceテクノロジー」を採用し、世界最高水準の排出ガス基準である日本の「ポスト新長期規制」に適合する。
2013年9月26日、仕様変更。車載の通信モジュールを利用し、乗員の安全と車両の状態を見守る「BMW SOSコール」および「BMWテレサービス」、ならびに「オートマチック・テール・ゲート・オペレーション」を全グレード標準装備とした。
2014年6月10日、後期型の販売が開始された。ラインアップは「xDrive20i」「xDrive20d」「xDrive28i」「xDrive35i」で、それぞれに「Standard」「xLine」「M Sport」が用意される。「xDrive28i M Sport」と「xDrive35i M Sport」には8速スポーツATが、それ以外のグレードには8速ATが組み合わされる。全モデル右ハンドル仕様となる。
2016年6月28日、仕様変更。車間距離を維持しながら、自動的に速度制御を行うことが可能な「アクティブ・クルーズ・コントロール」を含む「ドライビング・アシスト・プラス」と、安全な車線変更をサポートする「レーン・チェンジ・ウォーニング」に加え、ネバダ・レザー・シート、フロント・シート・ヒーティング（運転席&助手席）を全グレード標準装備とした。
同年8月6日、特別仕様車「Celebration Edition "BLACKOUT"」を限定200台で発売。「xDrive20d M Sport」をベースに、内外装をブラック一色で統一したスタイリングが特徴である。ブラック・サファイアのボディに、キドニーグリルや18インチホイールをはじめ、ネバダ・レザー・シート（フロント・シート・ヒーター付き）や、BMW Individualアンソラジット・ルーフ・ライニングに至るまで、随所をブラック一色で統一した。さらに、ブラッシュド・アルミ・インテリア・トリム、アルミ・ペダル、HiFiスピーカー・システムを標準装備するとともに、"BLACKOUT" の文字が刻印されたインテリア・バッジ、レザー・キーケースを特別装備している。
2017年1月6日、特別仕様車「BLACKOUT」を、限定107台で発売。前年に発売された「Celebration Edition "BLACKOUT"」と同様に「xDrive20d M Sport」をベースとし、内外装をブラック一色で統一したスタイリングが特徴である。さらに、アダプティブLEDヘッドライト、電動ガラス・サンルーフ、BMWヘッドアップ・ディスプレイを標準装備している。
2021年4月5日、クリーン・ディーゼル・モデルのリコールを届出。新車装着時の燃料ポンプが日本国内で流通する軽油に適合しないことから、軽油に含まれる成分がポンプ内に付着・堆積し、最悪の場合、アイドリングストップからの復帰ができなくなる不具合が発生していた。

#### グレード一覧
| F25（2010年 - 2014年）/ F25 LCI（2014年 - 2017年） | F25（2010年 - 2014年）/ F25 LCI（2014年 - 2017年） | F25（2010年 - 2014年）/ F25 LCI（2014年 - 2017年） | F25（2010年 - 2014年）/ F25 LCI（2014年 - 2017年） | F25（2010年 - 2014年）/ F25 LCI（2014年 - 2017年） | F25（2010年 - 2014年）/ F25 LCI（2014年 - 2017年） | F25（2010年 - 2014年）/ F25 LCI（2014年 - 2017年） | F25（2010年 - 2014年）/ F25 LCI（2014年 - 2017年） |
| グレード                                           | 型式                                               | 排気量 (cc)                                        | エンジン                                           | 最高出力 (ps/rpm)                                  | 最大トルク (kgm/rpm)                               | 変速機                                             | 駆動方式                                           |
| -------------------------------------------------- | -------------------------------------------------- | -------------------------------------------------- | -------------------------------------------------- | -------------------------------------------------- | -------------------------------------------------- | -------------------------------------------------- | -------------------------------------------------- |
| xDrive20i（2012年 - 2017年）                       | N20B20A                                            | 1,997                                              | 直列4気筒DOHCターボ                                | 184/5,000                                          | 27.5/1,250-4,500                                   | 8速AT                                              | 四輪駆動                                           |
| xDrive20d（2012年 - 2017年）                       | N47D20C                                            | 1,995                                              | 直列4気筒DOHCディーゼルターボ                      | 184/4,000                                          | 38.7/1,750-2,750                                   | 8速AT                                              | 四輪駆動                                           |
| xDrive28i（2010年 - 2012年）                       | N52B30A                                            | 2,996                                              | 直列6気筒DOHC                                      | 258/6,600                                          | 31.6/2,600-3,000                                   | 8速AT                                              | 四輪駆動                                           |
| xDrive28i（2012年 - 2017年）                       | N20B20A                                            | 1,997                                              | 直列4気筒DOHCターボ                                | 245/5,000                                          | 35.7/1,250-4,800                                   | 8速AT                                              | 四輪駆動                                           |
| xDrive35i（2010年 - 2017年）                       | N55B30A                                            | 2,979                                              | 直列6気筒DOHCターボ                                | 306/5,800                                          | 40.8/1,200-5,000                                   | 8速AT                                              | 四輪駆動                                           |

## 3代目（2017年 - 2024年）G01
2017年6月26日、フルモデルチェンジ。
ボディサイズは先代 (F25) とほぼ同一であるが、ホイールベースは5 cm延長され、長いエンジン・フードと短いフロント・オーバーハングによって、一層バランスの取れたスタイリングを実現した。フロント・エンドでは、三次元的な造形のキドニーグリルや、BMW Xモデルに初めて採用された六角形のヘッドライトが特徴である。リア・エンドでは、フルLEDテール・ライトやルーフ・スポイラー、テール・パイプが力強さを強調している。
風の流れを表現したようなルーフデザインと、2本彫り込まれた車両側面のキャラクター・ラインに加え、新たに追加されたエア・ブリーザーにより空気抵抗を低減させるだけでなく、SAVの存在感やアクティブさをより一層強調している。
コックピットは、ドライバー・オリエンテッドかつ、人間工学的に最適な配置となっている。前後ドア・パネルやセンター・コンソールなどには、「X」や「X3」のエンボス加工を施している。また、収納スペースの数は先代よりも増加した。ダッシュボードのトリム・ストリップやアクセント・トリム上部にはアンビエント・ライトが装着される。照明の色はオレンジ・ライラック・ミント・ブロンズ・ブルー・ホワイトの6種類から選択できる。8種類の香りを選択できるアンビエント・エア・パッケージは、室内に快適な香りを漂わせるのみならず、車内の空気をイオン化させて浄化し、乗員の快適性を向上させる。
ラゲッジ・ルーム容量は、550 Lから最大1,600 Lまで拡張することができる。フロント・ウィンドウにはアコースティック・ガラスが標準装備され、室内の騒音レベルが低く抑えられる。また、このガラスはフロント左右のウィンドウにも装着可能である。これにより、ドアミラー周りで発生する風切り音が室内へ侵入することをさらに抑止できる。
音声認識での操作も可能なタッチ・スクリーンのiDriveナビゲーション・システムや、BMWコネクテッド・ドライブが装備される。さらに、液晶ディスプレイを備えたリモコンキー「BMWディスプレイ・キー」は施錠・開錠に加え、燃料残量やメンテナンス時期、ウィンドウやサンルーフの開閉状況などが遠隔で確認できる。
予防安全は大幅にアップグレードされた。2つのステレオ・カメラと前後5つのミリ波レーダー・センサーを駆使した、BMW最新の安全機能・運転支援システム「ドライビング・アシスト・プラス」を装備し、一定の条件下では部分的な自動運転をも可能とする。
パワートレインは、2.0 L 直4 BMWツインパワー・ターボ・エンジンと、3.0 L 直6 BMWツインパワー・ターボ・エンジンが用意される。両者ともガソリン/ディーゼルの両方が用意され、8速ATが標準設定となる。50:50の前後重量配分、フロントのダブル・ジョイント・スプリング・ストラット・アクスルと5リンク・アクスルからなるサスペンション・コンセプト、四輪駆動システム「xDrive」といった構成要素は、先代から継承される。
モデル・バリエーションは、従来の「xLine」「M Sport」に加え、クローム・メッキされたラジエーターグリルのバー、フローズン・グレイとクロームのツートン仕様のアンダー・ボディ・プロテクション、クラシックなデザインのアロイ・ホイールを装備する「Luxury Line」を新たに設定した。また、歴代初となるBMW Individual塗装が選択でき、モデル専用色としてサンストーン・メタリック・ペイントが用意される。
2019年4月16日、上海モーターショー2019にて、高性能モデル「X3 M」および「X3 M Competition」が発表された。
2021年6月9日、後期型が発表された。左右一体構造のキドニーグリルや、空力特性に優れた前後バンパー、フルLEDの前後ライト、新形状のセンターコンソールなど、内外装のデザインが刷新された。また、高性能3眼カメラ&レーダーおよび高性能プロセッサーを駆使した「ドライビング・アシスト・プロフェッショナル」を搭載し、日本初認可の「ハンズ・オフ機能付き渋滞運転支援機能」が使用できるようになった。コネクティビティも強化され、「OK, BMW」で起動するBMWインテリジェント・パーソナル・アシスタントをはじめ、BMWコネクテッド・ドライブ、Apple CarPlayも備わった。BMW OSは、ver7.0にアップデートされた。パワートレインでは、全モデルにマイルド・ハイブリッド・テクノロジーが搭載された。
2020年、G01をベースとして、歴代初かつSAV初の電気自動車であるiX3 (G08) が登場した。第5世代のBMW「eDrive」テクノロジーが搭載され、一充電あたりの走行可能距離は460 kmであった。
2024年9月5日、南アフリカ・ロスリン工場で最後のX3が生産された。3代目X3は合計40万3114台が製造され、最終のカーボンブラック塗装の車体はドイツの顧客に納入された。同年10月より4代目のX3の製造が同工場で開始された。

### 日本での販売
2017年10月19日に発表された。ラインアップは「xDrive20i」「xDrive20d」で、それぞれに「Standard」「xLine」「M Sport」が用意される。右ハンドル仕様のみで、2.0 L 直4エンジンに8速ATが組み合わされる。
2018年5月18日、仕様変更。「xLine」および「M Sport」でヘッドアップ・ディスプレイを標準装備とした。
同年9月20日、高性能ディーゼル・エンジンを搭載するM Performanceモデル「M40d」が追加導入された。右ハンドル仕様のみで、3.0 L 直6 M Performanceツインパワー・ターボ・ディーゼル・エンジンに8速スポーツATが組み合わされる。Mスポーツ・サスペンションおよびMスポーツ・ディファレンシャルが搭載されており、より正確なトラクション・コントロールを実現すると同時に、コーナリング性能を高めている。内外装は、大型キドニーグリル、エア・インテークおよびミラー・キャップをフェリック・グレーで統一したほか、ブラック・クローム仕上げのデュアル・エキゾースト・テールパイプと、「M40d」のリア・バッジを装備している。
2019年6月23日、高性能モデル「X3 M」および「X3 M Competition」が発表された。BMW M社が開発を手がけた3.0 L 直6エンジンにドライブロジック付き8速ATが組み合わされる。インテリジェント4WDシステム「BMW M xDrive」や「アクティブMディファレンシャル」を搭載し、サーキット走行を想定したパフォーマンスを持ち合わせる。「X3 M Competition」は、「X3 M」をベースに出力を増強しているほか、ブラックアウトしたエクステリアパーツ、Mマルチファンクションシートなどの専用アイテムを装備する。
同年11月14日、特別仕様車「MIDNIGHT EDITION」を限定130台で発売。「xDrive20d M Sport」をベースに、純正アクセサリーの20インチブラック・ホイール、限定装備のエクステンド・シャドー・ライン・エクステリアを採用し、ブラック・サファイアのボディと相まって統一感を持たせた。インテリアは、コニャック色のシートにセンサテック・ダッシュボードを特別装備する。
2020年3月6日、高性能ガソリン・エンジンを搭載するM Performanceモデル「M40i」が追加導入された。右ハンドル仕様のみで、3.0 L 直6 M Performanceツインパワー・ターボ・ガソリン・エンジンに8速スポーツATが組み合わされる。内外装の意匠や装備は、同じくM Performanceモデルの「M40d」に準じる。
同年4月9日、歴代初のプラグイン・ハイブリッド・モデル (PHEV)「xDrive30e」が追加導入された。ラインアップは「xLine」と「M Sport」が用意される。右ハンドル仕様のみで、2.0 L 直4 BMWツインパワー・ターボ・エンジンに電気モーターを搭載し、8速ATが組み合わされる。電気モーターのみでは最高速度140 km/hまで走行可能で、一充電あたりの航続距離は44 kmを実現している。また容量34 Ahのリチウム・イオン・バッテリーを搭載し、約3.5時間の普通充電で0%から80%まで充電可能となっている。急速充電には対応しない。センター・コンソールには「eDrive」ボタンを装備し、純粋な電気走行となる「MAX eDrive」、走行状況に応じて電気走行とエンジン走行の間で最適な駆動方式を選択する「AUTO eDrive」、ドライバーが任意に設定した充電量に達するまでエンジン走行する「Battery Control」の3つの走行モードを選択することができる。運転席のメーターはフルデジタル液晶メーターが採用された。
同年11月17日、仕様変更。「M40d」に48Vマイルド・ハイブリッド・テクノロジーを搭載した。このテクノロジーは、48 Vスターター・ジェネレーターと、それによって発電された電気を蓄積する追加のバッテリーで構成される。48 Vバッテリーは電気で作動する機能に電力を供給するだけでなく、内燃エンジンの負荷を軽減する役割も担う。さらに、ジェネレーターは発進時および加速中にダイナミックな出力特性をサポートするほか、コースティング機能を装備しており、燃費効率も高める。
2021年10月28日、後期型の販売が開始された。ラインアップは大幅に整理され、「xDrive20i」「xDrive30e」が「Standard」のみ、「xDrive20d」が「Standard」と「M Sport」となった。また、全モデルで「xLine」グレードが廃止された。右ハンドル仕様のみで、2.0 L 直4エンジンに、8速ATが組み合わされる。あわせて、特別仕様車「M Sport Edition」を限定30台で発売。「M40d」をベースとし、エクステリアにはブラックのアクセントを、インテリアには特別なブラック&ブルー・ステッチのスポーツ・シートとMシート・ベルトを採用している。
2023年5月、一部改良を実施。同時に「xDrive20i」および「xDrive30e」を廃止。これにより、継続販売されるのは「xDrive20d」の通常モデルとMスポーツ、「M40」のガソリンとディーゼルの計4モデルへ集約された。全車右ハンドルのみ。

#### グレード一覧
| G01（2017年 - 2021年）/ G01 LCI（2021年 - 2024年） | G01（2017年 - 2021年）/ G01 LCI（2021年 - 2024年） | G01（2017年 - 2021年）/ G01 LCI（2021年 - 2024年） | G01（2017年 - 2021年）/ G01 LCI（2021年 - 2024年） | G01（2017年 - 2021年）/ G01 LCI（2021年 - 2024年） | G01（2017年 - 2021年）/ G01 LCI（2021年 - 2024年） | G01（2017年 - 2021年）/ G01 LCI（2021年 - 2024年） | G01（2017年 - 2021年）/ G01 LCI（2021年 - 2024年） |
| グレード                                           | 型式                                               | 排気量 (cc)                                        | エンジン                                           | 最高出力 (ps/rpm)                                  | 最大トルク (kgm/rpm)                               | 変速機                                             | 駆動方式                                           |
| -------------------------------------------------- | -------------------------------------------------- | -------------------------------------------------- | -------------------------------------------------- | -------------------------------------------------- | -------------------------------------------------- | -------------------------------------------------- | -------------------------------------------------- |
| xDrive20i（2017年 - 2020年）                       | B48B20A                                            | 1,998                                              | 直列4気筒DOHCターボ                                | 184/5,000                                          | 29.6/1,350-4,250                                   | 8速AT                                              | 四輪駆動                                           |
| xDrive20i（2020年 - 2023年）                       | B48B20A                                            | 1,998                                              | 直列4気筒DOHCターボ                                | 184/5,000                                          | 30.6/1,350-4,000                                   | 8速AT                                              | 四輪駆動                                           |
| xDrive20d（2017年 - 2024年）                       | B47D20A                                            | 1,995                                              | 直列4気筒DOHCディーゼルターボ                      | 190/4,000                                          | 40.8/1,750-2,500                                   | 8速AT                                              | 四輪駆動                                           |
| xDrive30e（2020年 - 2023年）                       | B48B20A                                            | 1,998                                              | 直列4気筒DOHCターボ+電気モーター                   | 184/5,000                                          | 30.6/1,350-4,000                                   | 8速AT                                              | 四輪駆動                                           |
| M40i（2020年 - 2024年）                            | B58B30B                                            | 2,997                                              | 直列6気筒DOHCターボ                                | 387/5,800                                          | 50.9/1,800-5,000                                   | 8速AT                                              | 四輪駆動                                           |
| M40d（2018年 - 2020年）                            | B57D30B                                            | 2,992                                              | 直列6気筒DOHCディーゼルターボ                      | 326/4,400                                          | 69.3/1,750-2,750                                   | 8速AT                                              | 四輪駆動                                           |
| M40d（2020年 - 2024年）                            | B57D30B                                            | 2,992                                              | 直列6気筒DOHCディーゼルターボ                      | 340/4,400                                          | 71.4/1,750-2,250                                   | 8速AT                                              | 四輪駆動                                           |
| M（2019年 - 2024年）                               | S58B30A                                            | 2,992                                              | 直列6気筒DOHCツインターボ                          | 480/6,250                                          | 61.2/2,600-5,600                                   | 8速AT                                              | 四輪駆動                                           |
| M Competition（2019年 - 2024年）                   | S58B30A                                            | 2,992                                              | 直列6気筒DOHCツインターボ                          | 510/6,250                                          | 61.2/2,600–5,950                                   | 8速AT                                              | 四輪駆動                                           |

## 4代目（2024年 - ）G45
2024年6月19日、フルモデルチェンジ。
ボディサイズは、全長が34 mm、全幅が29 mm拡大され、全高は25 mm低くなった。トレッドは、フロントが最大16 mm、リアが最大45 mm拡大された。エクステリアは、斜めのデザインが取り入れられたキドニーグリル、環状のシグネチャーを2回繰り返すツイン・サーキュラーを進化させたLEDヘッドライトが印象的である。新世代のデザイン言語により、金属の塊から削り出したようなスポーティかつ力強いプロポーションをアピールしたという。さらに、夜間にグリルの縁をライトアップする「アイコニック・グロー」を、上位モデルに続き採用している。リアのナンバープレートの取り付け位置は、テールゲートからバンパーへ改められた。
インテリアは、同時期にリリースされた1シリーズ (F70) と同様に、メーターパネルと、コントロールディスプレイを一体化させた「BMWカーブド・ディスプレイ」を、運転席側に傾けて配置した。従来のシフトレバーと、iDriveコントローラーは廃止され、トグルスイッチ式のギヤセレクターに置き換わった。また、ドアパネルやQi機能を備えたセンターコンソールには、アンビエントライトが配置される。
BMW OSは、X2 (U10) に初搭載されたAndroidベースのID9で、TVerやNHKオンデマンドといった他社製のソフトウェアのインストールが可能になった。さらに、車両のキーを持たずとも、対応のスマートフォン、スマートウォッチを携行していれば、車両に近づくだけでロック解除、エンジン始動を可能にする「BMWデジタル・キー・プラス」や、AI技術を活用し、音声会話だけで車両の操作、情報へのアクセスが可能となる「BMWインテリジェント・パーソナル・アシスタント」も装備している。
パワートレインは、先代と同じくガソリン、ディーゼル、PHEVが用意される。ガソリンとディーゼルには48Vマイルド・ハイブリッド・システムを搭載する。先代と比較し、キャスター角は19％増やされ、直進安定性が改善された。また、スタビライザーのマウント部分の剛性も高められ、ロールの大幅な低減も図られた。快適性と操縦安定性の両立のため、電子制御可変のショックアブソーバーも導入されている。トラクションコントロールはエンジン制御ユニットに統合され、DSCユニットを経由しない制御に改められた。これにより、従来システムに比べて最大10倍の速度で細かい制御が行えるようになった。
先進運転支援システム（ADAS）は、高性能カメラ&レーダーと高性能プロセッサーを駆使する、新世代の「ドライビング・アシスト」を装備する。ハンズ・オフ機能付き渋滞運転支援機能をはじめ、レーン・チェンジ・ウォーニング（車線変更警告システム）、衝突回避・被害軽減ブレーキ（事故回避ステアリング付）、クロス・トラフィック・ウォーニング、ペダル踏み間違い急発進抑制機能などが搭載される。
高性能ガソリン・エンジンを搭載するM Performanceモデルの「M50 xDrive」には、電子制御式のMスポーツ・デファレンシャル、アダプティブMサスペンション、バリアブル・スポーツ・ステアリング、M スポーツ・ブレーキ（レッド・ハイグロス・キャリパー）などが装備される。パワートレインは、通常モデル同様にマイルドハイブリッド化され、システム総合の最高出力は398 PS、最大トルクは580 Nmを達成する。

### 日本での販売
2024年11月28日に発表された。ラインアップは、2.0 L 直4 ガソリンエンジンを搭載する「20 xDrive」、2.0 L 直4 ディーゼルエンジンを搭載する「20d xDrive」、3.0 L 直6 ガソリンエンジンを搭載する「M50 xDrive」の3種類である。「20 xDrive」には「xLine」が、「20d xDrive」には「M Sport」が用意される。右ハンドル仕様のみで、8速ATが組み合わされる。

#### グレード一覧
| G45（2024年 - ）        | G45（2024年 - ） | G45（2024年 - ） | G45（2024年 - ）              | G45（2024年 - ）  | G45（2024年 - ）     | G45（2024年 - ） | G45（2024年 - ） |
| グレード                | 型式             | 排気量 (cc)      | エンジン                      | 最高出力 (ps/rpm) | 最大トルク (kgm/rpm) | 変速機           | 駆動方式         |
| ----------------------- | ---------------- | ---------------- | ----------------------------- | ----------------- | -------------------- | ---------------- | ---------------- |
| 20 xDrive（2024年 - ）  | B48B20P          | 1,998            | 直列4気筒DOHCターボ           | 190/5,000         | 31.6/1,500-4,000     | 8速AT            | 四輪駆動         |
| 20d xDrive（2024年 - ） | B47D20B          | 1,995            | 直列4気筒DOHCディーゼルターボ | 197/4,000         | 40.8/1,500-2,750     | 8速AT            | 四輪駆動         |
| M50 xDrive（2024年 - ） | B58B30P          | 2,997            | 直列6気筒DOHCターボ           | 381/5,500         | 55.1/1,900-4,800     | 8速AT            | 四輪駆動         |